# Selendang Ayu
Die Selendang Ayu war ein unter malayischer Flagge fahrender Massengutfrachter.

## Geschichte
Das 225 m lange und 32 m breite Schiff wurde 1998 unter der Baunummer 1240 auf der Hudong-Werft in Shanghai, Volksrepublik China, gebaut.

### Aufgrundlaufen im Dezember 2004
Das Schiff befand sich im Dezember 2004 mit 60.200 Tonnen Sojabohnen auf dem Weg von Seattle in den Vereinigten Staaten nach Xiamen in der Volksrepublik China. An Bord befanden sich 26 Besatzungsmitglieder aus Indien, von den Philippinen und aus China. Das Schiff hatte etwa 1.600 Tonnen Schweröl und etwas weniger als 70 Tonnen Dieselkraftstoff an Bord.
Am 6. Dezember 2004 fiel aufgrund eines Schadens einer Zylinderlaufbuchse die Antriebsmaschine des Schiffes aus, als dieses sich nördlich der zur Aleuten-Inselgruppe Fox Islands gehörenden Insel Umnak befand. Das Schiff begann daraufhin in südöstliche Richtung auf die Insel Unalaska zuzutreiben.
Nach einer Notreparatur wurde erfolglos versucht, die Antriebsmaschine ohne den schadhaften Zylinder wieder zu starten. Daraufhin informierte die Schiffsführung den Hafenkapitän von Dutch Harbor auf Unalaska, dem nächstgelegenen Hafen. Die vom Hafenkapitän informierte US-Küstenwache entsandte das Küstenwachschiff Alex Haley, das sich rund 65 Meilen entfernt auf Patrouille befand, zum Unglücksort. Von der Reederei des Schiffes wurde der Hochseeschlepper Sidney Foss zur Selendang Ayu entsandt, wo er am frühen Abend des 7. Dezember eintraf. Trotz schwerer See konnte eine Leinenverbindung zwischen dem Schlepper und dem Frachter hergestellt werden, die Drift des Frachters wegen des Seegangs aber nur geringfügig verringert werden. Am frühen Morgen des 8. Dezember brach die Schleppleine. Eine neue Schleppleine konnte wegen der schweren See nicht übergeben werden. Nachdem der Frachter weiter auf die Insel Unalaska zugetrieben war, wurde bei abnehmender Wassertiefe eine Notankerung versucht, die aber auch nicht erfolgreich war.
Am Nachmittag wurden 18 Besatzungsmitglieder von zwei HH-60-Jayhawk-Hubschraubern der US-Küstenwache, die am Tag zuvor nach Cold Bay verlegt worden waren, um im Notfall eingreifen zu können, von der Selendang Ayu abgeborgen. Die ersten neun Besatzungsmitglieder wurden von einem der Hubschrauber zur Alex Haley geflogen, die anderen neun nach Dutch Harbor.
Nachdem auch der zweite Anker ausgebracht worden war, konnte die Drift des Frachters vorübergehend gestoppt werden. Dennoch lief das Schiff am 8. Dezember 2004 gegen 17 Uhr Ortszeit vor Unalaska auf Grund. Während des Abbergens der an Bord verbliebenen Seeleute stürzte der HH-60-Jayhawk-Hubschrauber ab. Die drei Mitglieder der Hubschrauberbesatzung sowie einer der sieben bereits abgeborgenen Seeleute wurden vom Hubschrauber der Alex Haley, einem HH-65 Dolphin, der sich ebenfalls vor Ort befand, gerettet. Sechs Mitglieder der Schiffsbesatzung kamen ums Leben.
Etwa zwei Stunden nach dem Auflaufen brach der Frachter in Höhe der Luke 4 auseinander. Gegen 20:35 Uhr wurden der Kapitän des Schiffes und ein Rettungsschwimmer der Küstenwache, der die vorhergehenden Rettungsaktionen an Bord unterstützt hatte, vom Hubschrauber der Alex Haley abgeborgen.

### Folgen

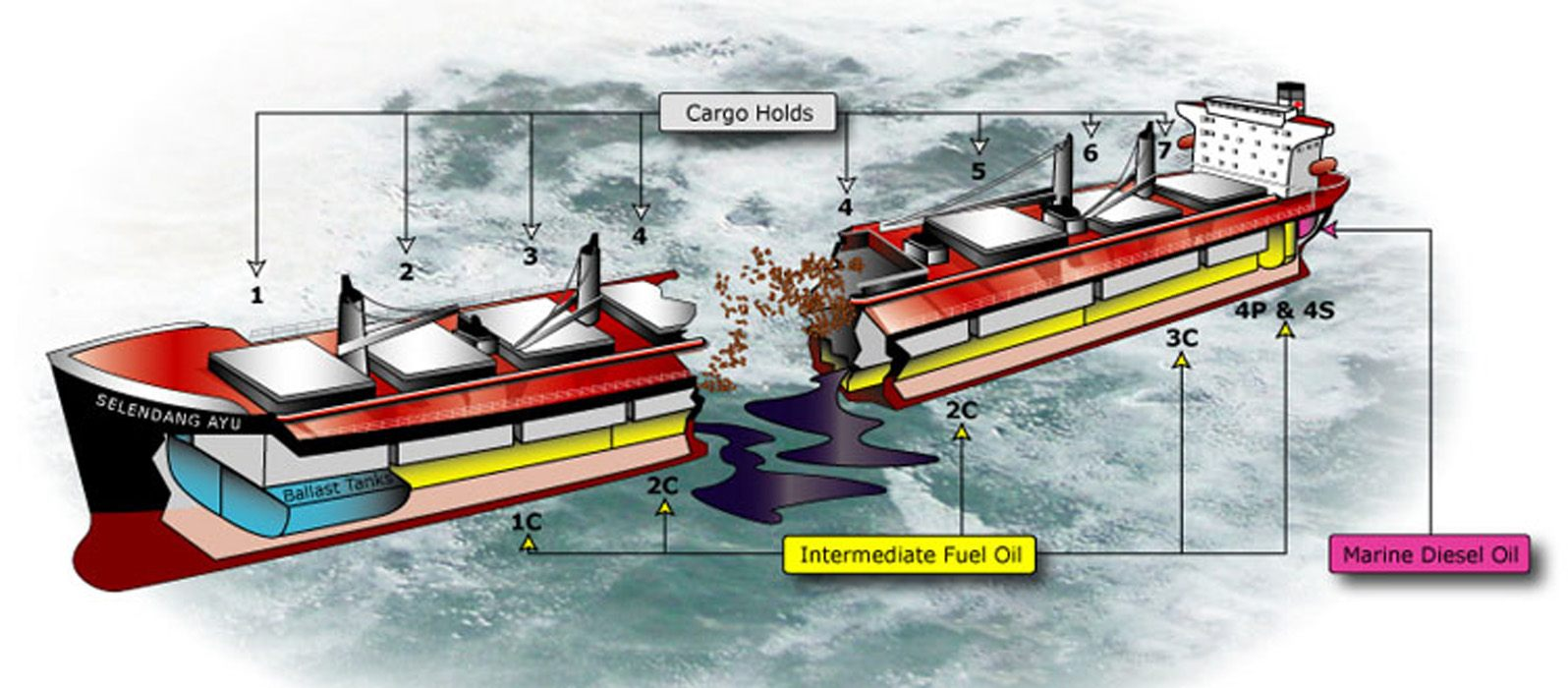
Grafik der US-amerikanischen Küstenwache

Beim Aufgrundlaufen und anschließenden Auseinanderbrechen des Schiffes liefen etwa 1270 m³ Öl ins Meer, rund 1215 m³ Schweröl und 55 m³ Dieselkraftstoff. Der herrschende Sturm mit Windstärke 9 und bis zu 7 m hohen Wellen machte die Eindämmung des ausgetretenen Öls unmöglich. 
Am 4. Januar 2005 konnte mit dem Abpumpen des verbliebenen Öls aus den Tanks des Schiffes begonnen werden.
Entlang der Küsten der Aleuten wurden etwa 86 Meilen vom ausgelaufenen Öl verschmutzt. Mindestens 1795 Seevögel und mehrere Seeotter verendeten infolge des ausgelaufenen Öls. Die Reinigungsarbeiten dauerten bis Juni 2006.
Teile des Nordpazifiks und des Beringmeers sind Naturschutzgebiete des Alaska Maritime National Wildlife Refuge, ein Lebensraum für bedrohte Seevögel, Seeotter, Seelöwen, Walrosse und andere Robben. Erst 1989 war die Exxon Valdez im Prinz-William-Sund in Südalaska auf Grund gelaufen und hatte eine Katastrophe mit irreversiblen Folgen verursacht.

## Technische Daten
Das Schiff wurde von einem Sechszylinder-Dieselmotor des Herstellers MAN B&W mit 11.542 PS Leistung angetrieben, der auf einen Propeller wirkte. Die Geschwindigkeit des Schiffes betrug rund 14 Knoten.
Das Schiff verfügte über sieben Laderäume. Laderaum 1 war 24,08 Meter lang. Er verjüngte sich im vorderen Bereich von 22 Meter Breite auf 9,2 Meter Breite. Die Laderäume 2 bis 6 waren 25,8 Meter lang und 22,0 Meter breit. Laderaum 7 war 24,94 Meter lang. Er verjüngte sich im hinteren Bereich von 22 Meter Breite auf 9,2 Meter Breite. Die Laderäume waren von seitlich öffnenden Rollluken verschlossen. Die Luken waren jeweils 14,62 Meter lang. Luke 1 war 13,2 Meter breit, die anderen sechs Luken jeweils 15,0 Meter breit. Die Gesamtkapazität der Laderäume betrug 89.430 m³ für Schüttgüter bzw. 78.698 m³ für Stückgüter. Die Kapazität verteilte sich wie folgt auf die sieben Laderäume:
Laderaum 1: 11.038 m³ (Schüttgüter) / 9.714 m³ (Stückgüter)
Laderaum 2: 13.180 m³ (Schüttgüter) / 11.599 m³ (Stückgüter)
Laderaum 3–6: 13.216 m³ (Schüttgüter) / 11.630 m³ (Stückgüter)
Laderaum 7: 12.348 m³ (Schüttgüter) / 10.867 m³ (Stückgüter).
Die Tankdecke in den Laderäumen konnte mit 17,8 t/m² (Laderäume 2 und 6), 18,6 t/m² (Laderaum 4), 26,4 t/m² (Laderaum 7) bzw. 27,5 t/m² (Laderäume 1, 3 und 5) belastet werden. Die Lukendeckel konnten mit 1,75 t/m², die Lukendeckel des Laderaums 1 mit 2,08 t/m² belastet werden.
Das Schiff war mit vier Schiffskranen ausgerüstet, die jeweils 30 t heben konnten.